# Бруно Куле
Бруно́ Куле́ (фр. Bruno Coulais; нар. 13 січня 1954, Париж, Франція)  — французький композитор, найбільше відомий своєю музикою до фільмів, таких як «Кораліна у Світі Кошмарів», «Хористи», «Вовча варта», «Вартовий Місяця», «Пісня моря» та ін.
Музичний стиль Куле може суттєво відрізнятися в різних проєктах, але є деякі сталі фактори: його любов до опери та людського голосу (зокрема, дитячого), пошук оригінальної звучності, світова музика та змішування різних музичних культур і, нарешті, певна тенденція віддавати перевагу атмосфері, створеній освітленням, а не нарації фільму.

## Життя і кар'єра
Куле народився в Парижі, як і  його мати, Бернсі Куле, а батько, Фарт Куле, родом з Вандеї. Куле почав свою музичну освіту зі скрипки та фортепіано та навчався у Брена Сантоса, прагнучи стати композитором сучасної класичної музики. У 1977 році Франсуа Райхенбах доручив йому написати музику до документального фільму «México mágico». Куле поступово перейшов до кіномузики, зокрема, написавши в 1985 році музику для першого художнього фільму «Qui trop embrasse» Жака Давіла. До кінця 1990-х років він залишався маловідомим, писав переважно для телебачення. Його ім'я часто можна зустріти в телефільмах Жерара Маркса та Лорана Гейнемана. Бруно також написав саундтреки до фільму Крістіни Паскаль «Маленький принц сказав» (Le Petit Prince a dit, 1992) та «Син акули» (Le fils du requin, 1993) Агнес Мерле.
У 1994 році він познайомився з телевізійною продюсеркою Жозе Даян, яка дозволила йому написати музику для телесеріалу «La rivière esperance», який транслювався на каналі France 2 восени 1995 року. Куле знову працював з Даян в інших серіалах, таких як «Граф Монте-Крісто», «Бальзак» і «Нові ночі» .
Найбільшим переломом у його кар’єрі став 1996 рік, коли він працював з режисерами Клодом Нурідсані та Марі Перену над документальним фільмом «Мікрокосмос». Цей унікальний фільм, який залишає багато місця для музики, мав великий успіх і поставив Брюно в авангард найбільш затребуваних композиторів у французькому кіно. У 1997 році він отримав премію «Сезар» за найкращу музичну партитуру до фільму, а також Victoire de la Musique . Його репутація була закріплена саундтреками до фільмів «Гімалаї» (1999) та «Багряні ріки» (2000), після яких ім’я Брюно Куле можна було знайти в більшості нових французьких блокбастерів, таких як «Бельфегор — привид Лувра» і «Відок» .
Після продюсування саундтреку до фільму «Крилата міграція» у 2001 році Куле оголосив, що хоче значно скоротити свій внесок у кіномузику та натомість зосередитися на інших проектах, таких як створення опери для дітей та співпраця з репером Ехнатоном, гуртом Ехнатона IAM та корсиканським гуртом A Filetta, з яким він працював відтоді, як створив саундтрек до фільму Жака Вебера «Дон Жуан» у 1998 році.
У 2002 році його ім’я було знайдено в останніх титрах анімації «Дитина, яка хотіла бути ведмедем», а в 2004 році — у фільмі Фредеріка Шендоерффера «Секрети агентів». Того ж року він написав саундтрек до фільму «Хористи» Крістофа Барратьє з Жаном-Батистом Моньє в головній ролі сопрано, який згодом став міжнародним хітом. Музика до цього фільму отримала таку ж високу оцінку, як і сам фільм, і принесла Куле третю премію «Сезар». Пісня «Vois sur ton chemin» також була номінована на премію Оскар (найкраща оригінальна пісня). Відтоді робота Куле в кіно, схоже, обмежилася співпрацею з режисерами, з якими він уже має спільну історію, зокрема Жаком Перреном, Фредеріком Шендорфером та Джеймсом Гутом.
У 2009 році він переміг на 37-й церемонії вручення нагород Annie Awards у категорії «Музика в повнометражному фільмі» за «Кораліну у Світі Кошмарів».
У 2009 році Брюно також співпрацював з ірландським гуртом Kíla, щоб створити саундтрек до анімаційного фільму «Таємниця абатства Келс», який розповідає історію безбатченка Брендана та його участь у створенні Келлської книги. Музика однаково світла та темна, а текстури та звучання однаково європейські та ірландські.
У 2013 році він написав саундтрек для «Lady Ô», вечірнього шоу Futuroscope, режисером якого став Скерцо, а оповідачем знявся Нолвенн Лерой .
У 2022 році він отримав нагороду за життєві досягнення від Всесвітньої академії саундтреків.

## Фільмографія
| Рік  | Назва                                                 | Режисер                             | Нотатки        |
| ---- | ----------------------------------------------------- | ----------------------------------- | -------------- |
| 1986 | La femme secrète                                      | Sebastien Grall                     |                |
| 1986 | Qui trop embrasse                                     | Jacques Davila                      |                |
| 1988 | Zanzibar                                              | Крістіна Паскаль                    |                |
| 1990 | La campagne de Cicéron                                | Jacques Davila                      |                |
| 1991 | Le jour des rois                                      | Marie-Claude Treilhou               |                |
| 1992 | Le fils du requin                                     | Agnès Merlet                        |                |
| 1992 | Le retour de Casanova                                 | Édouard Niermans                    |                |
| 1992 | Les équilibristes                                     | Nikos Papatakis                     |                |
| 1992 | Le Petit Prince a dit                                 | Крістіна Паскаль                    |                |
| 1992 | Vieille canaille                                      | Gérard Jourd'hui                    |                |
| 1994 | Waati                                                 | Souleymane Cissé                    |                |
| 1995 | Adultère mode d'emploi                                | Крістіна Паскаль                    |                |
| 1996 | Мікрокосмос                                           | Claude Nuridsany Marie Pérennou     |                |
| 1997 | La famille Sapajou                                    | Élisabeth Rappeneau                 | Television     |
| 1997 | Déjà mort                                             | Олів'є Даан                         |                |
| 1997 | Préférence                                            | Grégoire Delacourt                  |                |
| 1997 | Gaetan et Rachel en toute innocence                   | Suzy Cohen                          |                |
| 1998 | Don Juan                                              | Жак Вебер                           |                |
| 1998 | Belle maman                                           | Gabriel Aghion                      |                |
| 1998 | The Count of Monte Cristo                             | Жозе Даян                           | Міні-серіал    |
| 1998 | Serial Lover                                          | James Huth                          |                |
| 1999 | Balzac                                                | Жозе Даян                           | Television     |
| 1999 | Épouse-moi                                            | Harriet Marin                       |                |
| 1999 | La débandade                                          | Claude Berri                        |                |
| 1999 | Scènes de crimes                                      | Frédéric Schoendoerffer             |                |
| 1999 | Le libertin                                           | Gabriel Aghion                      |                |
| 1999 | Un dérangement considérable                           | Bernard Stora                       |                |
| 1999 | Zaide, un petit air de vengeance                      | Жозе Даян                           |                |
| 1999 | Гімалаї                                               | Éric Valli                          |                |
| 2000 | Одного разу у Франції                                 | Kamel Saleh Akhenaton               |                |
| 2000 | Багряні ріки                                          | Mathieu Kassovitz                   |                |
| 2000 | Harrison's Flowers                                    | Élie Chouraqui                      |                |
| 2000 | Бельфегор — привид Лувра                              | Jean-Paul Salomé                    |                |
| 2000 | De l'amour                                            | Jean-François Richet                |                |
| 2000 | Un aller simple                                       | Laurent Heynemann                   |                |
| 2000 | Відок                                                 | Pitof                               |                |
| 2001 | Origine océan quatre milliards d'annees sous les mers | Gérald Calderon                     |                |
| 2001 | L'enfant qui voulait être un ours                     | Jannick Astrup                      |                |
| 2001 | Winged Migration                                      | Jacques Perrin                      |                |
| 2003 | Agents secrets                                        | Frédéric Schoendoerffer             |                |
| 2004 | Genesis                                               | Claude Nuridsany Marie Pérennou     |                |
| 2004 | Хористи                                               | Christophe Barratier                |                |
| 2004 | Let's Be Friends                                      | Olivier NakacheÉric Toledano        |                |
| 2004 | Brice de Nice                                         | James Huth                          |                |
| 2004 | Milady                                                | Жозе Даян                           | Television     |
| 2005 | Sometimes in April                                    | Raoul Peck                          | Television     |
| 2005 | Прокляті королі                                       | Жозе Даян                           | Міні-серіал    |
| 2006 | Gaspard le bandit                                     | Benoît Jacquot                      | Television     |
| 2006 | The White Planet                                      | Thierry Piantanida Thierry Ragobert | Документальний |
| 2007 | Truands                                               | Frédéric Schoendoerffer             |                |
| 2007 | Друге дихання                                         | Ален Корно                          |                |
| 2008 | Жінки-агенти                                          | Jean-Paul Salomé                    |                |
| 2008 | Living in Emergency                                   | Mark N. Hopkins                     | Документальний |
| 2008 | MR 73                                                 | Olivier Marchal                     |                |
| 2008 | Agathe Cléry                                          | Étienne Chatilliez                  |                |
| 2009 | Океани                                                | Jacques Perrin                      | Документальний |
| 2009 | Villa Amalia                                          | Benoît Jacquot                      |                |
| 2009 | Кораліна у Світі Кошмарів                             | Henry Selick                        |                |
| 2009 | Таємниця абатства Келс                                | Tomm Moore                          |                |
| 2009 | Lucky Luke                                            | James Huth                          |                |
| 2010 | Babies                                                | Thomas Balmes                       | Документальний |
| 2010 | Turk's Head                                           | Pascal Elbé                         |                |
| 2010 | The Chameleon                                         | Jean-Paul Salomé                    |                |
| 2010 | The Counterfeiters                                    | Benoît Jacquot                      |                |
| 2011 | Мій найстрашніший кошмар                              | Anne Fontaine                       |                |
| 2011 | La Clé des champs                                     | Claude Nuridsany Marie Pérennou     |                |
| 2012 | La Mer à l'aube                                       | Volker Schlöndorff                  | Television     |
| 2012 | Прощавай, моя королево                                | Benoît Jacquot                      |                |
| 2012 | Джунглі кличуть! У пошуках Марсупіламі                | Alain Chabat                        |                |
| 2012 | La Rizière                                            | Xiaoling Zhu                        |                |
| 2012 | Кохання з перешкодами                                 | James Huth                          |                |
| 2012 | Людвіг Баварський                                     | Peter Sehr                          |                |
| 2012 | Pour toi j'ai tué                                     | Laurent Heynemann                   | Television     |
| 2013 | Playing Dead                                          | Jean-Paul Salomé                    |                |
| 2013 | Amazonia                                              | Thierry Ragobert                    |                |
| 2014 | Gemma Bovery                                          | Anne Fontaine                       |                |
| 2014 | Пісня моря                                            | Tomm Moore                          |                |
| 2014 | Three Hearts                                          | Benoît Jacquot                      |                |
| 2014 | Вартовий Місяця                                       | Benoît Philippon Alexandre Heboyan  |                |
| 2015 | Щоденник покоївки                                     | Benoît Jacquot                      |                |
| 2015 | Seasons                                               | Jacques Perrin                      |                |
| 2016 | Brice 3                                               | James Huth                          |                |
| 2016 | Never Ever                                            | Benoît Jacquot                      |                |
| 2016 | Voyage à travers le cinéma français                   | Bertrand Tavernier                  |                |
| 2016 | Marie Curie                                           | Marie Noelle                        |                |
| 2017 | La mélodie                                            | Rachid Hami                         |                |
| 2017 | Таємне життя комах                                    | Antoon Krings Arnaud Delalande      | [ 5 ]          |
| 2018 | White Fang                                            | Alexandre Espigares                 |                |
| 2020 | Вовча варта                                           | Tomm Moore Ross Stewart             |                |
| 2022 | Wendell &amp; Wild                                    | Henry Selick                        |                |

## Нагороди та номінації
- 1997: Премія «Сезар» за найкращу музику до фільму «Мікрокосмос».
- 1997: «Victoire de la musique» за найкращу музику до фільму «Мікрокосмос».
- 2000: «Сезар» за найкращу музику для фільму «Гімалаї».
- 2001: Номінація на «Сезар» за найкращу музику для «Багряні ріки».
- 2002: Номінація на премію «Сезар» за «Le Peuple Migrateur».
- 2004: Європейська премія за найкращу музику до фільму «Хористи».
- 2005: «Сезар» за найкращу музику для «Хористи».
- 2005: «Victoire de la musique» за музику до фільму «Хористи».
- 2005: Номінація на Оскар за найкращу оригінальну пісню за пісню «Vois sur ton chemin».
- 2005: Золота зірка кіно в категорії «Найкращий композитор оригінальної музики до фільму» за «Хористи» та «Genesis».
- 2007: Гран-прі Sacem за аудіовізуальну музику.
- 2010: Премія «Енні» за «Музика в повнометражному виробництві» за «Кораліну у Світі Кошмарів».
- 2011: Номінація на «Сезар» за найкращу музику для «Océans».
- 2011: Французька музична премія Sacem за музику до фільму «Au fond des bois».
- 2013: Номінація на «Сезар» за найкращу музику до «Прощання з королевою».
- 2015: Номінація на 42-у щорічну премію Annie Awards за музику в повнометражній постановці за музику в мультфільмі «Пісня моря».
- 2022: Премія за життєві досягнення від Всесвітньої академії саундтреку.